# Nae Caranfil
Nicolae Caranfil (AFI: [ˈna.e karanˈfil]; n. 1960, Bucarest), más conocido como Nae Caranfil, es un director de cine y guionista rumano.

## Carrera
Nae Caranfil es el hijo del crítico e historiador de cine rumano Tudor Caranfil. Se graduó en 1984 en la Universidad Nacional de Teatro y Cine Ion Luca Caragiale (UNATC) en Bucarest, donde también ha trabajado como profesor.
Algunos[¿quién?] consideran a Nae Caranfil como el mejor director de cine rumano de la década de 1990. Sin embargo, al inicio de su carrera únicamente dirigía cortometrajes, entre los cuales hay ejemplos como Frumos e în septembrie la Veneția (1983), Treizeci de ani de insomnie (1984) y Backstage (1988). Su primer largometraje fue È pericoloso sporgersi (1993), al que siguieron películas de comedia de carretera como Asfalt tango (1996), protagonizada por Charlotte Rampling, y Dolce far niente (1998). Su película Filantropica (2002) fue un éxito entre la crítica y fue la que hizo aumentar su popularidad. Caranfil ha escrito el guion de todas sus películas y trabajó en la banda sonora de las dos primeras (È pericoloso sporgersi y Asfalt tango).
En 2011, Caranfil empezó la producción del largometraje de lengua inglesa Closer to the Moon. Una versión temprana del guion titulada Alice în Ţara Tovarăşilor (Alicia en la Tierra de los Camaradas) ganó una subvención de 576.600€ del Centro Nacional de Cine en 2007. La historia está basada en el robo en 1959 a un banco en la Rumanía comunista en el que un grupo conocido como «los Ioanid» fue condenado y sentenciado a muerte. Mientras esperaban su ejecución, los prisioneros fueron forzados a grabar una recreación de su delito. Closer to the Moon está protagonizada por Mark Strong, Vera Farmiga, Harry Lloyd, Joe Armstrong, Christian McKay, Tim Plester, Anton Lesser y Allan Corduner. El rodaje tuvo lugar en Bucarest en el otoño de 2011. Closer to the Moon se estrenó en el festival de cine «Making Waves: New Romanian Cinema» en el Lincoln Center de Nueva York el 29 de noviembre de 2013. Variety describió la película como "una comedia negra sorprendentemente entretenida."

## Premios
- 2009: Premio Gopo para Restul e tacere
- 2003: Würzburg Internacional Filmweekend - Premio del público para Filantropica
- 2002: Festival Internacional de Mons de Películas de Amor - Premio de Jurado europeo Joven para Filantropica
- 2002: Festival de Cine de París - Premio del Público para Filantropica
- 2002: Wiesbaden goEast - Premio Especial del Jurado para Filantropica
- 1998: Festival Internacional de Namur de la película de Habla Francesa - Premio Bayard Dorado al Mejor Guion para Dolce far niente
- 1993: Festival de Cine Mediterráneo de Montpellier - Premio de la Crítica para È pericoloso sporgersi

## Filmografía como director
- 2016: 6,9 pe scara Richter
- 2013: Closer to the Moon
- 2007: Restul e tacere
- 2002: Filantropica
- 1998: Dolce far niente
- 1996: Asfalt Tango
- 1993: È pericoloso sporgersi
- 1983: Frumos e în septembrie la Veneția